# رودکبینگ

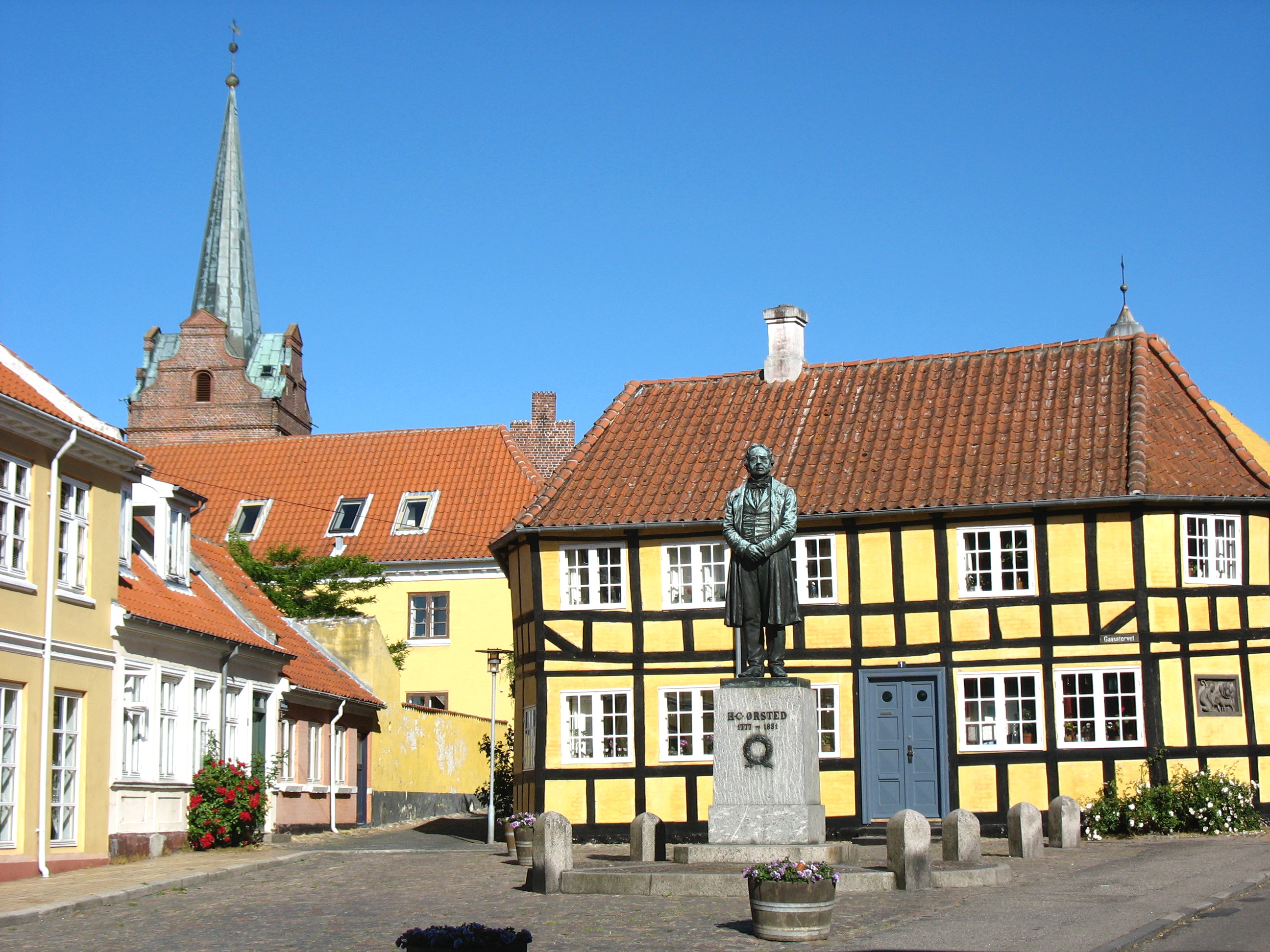
رودکُبینگ

نشان شهر

رودکُبینگ (دانمارکی: Rudkøbing)؛ شهری در جزیره Langeland استان سیددانمارک واقع در دانمارک با جمعیت ۴٬۵۳۷ نفر (۱ ژانویه ۲۰۱۴) است.

## سرشناسان
- فیزیک‌دان و شیمی‌دان هانس کریستین اورستد زادهٔ رودکُبینگ.
- هنرپیشه نیکولای کاستر-والدو، در نقش جیمی لنیستر در مجموعه بازی تاج و تخت محصول اچ‌بی‌او، زادهٔ رودکُبینگ.